# Bordelum
Bordelum település Németországban, Schleswig-Holstein tartományban. Lakosainak száma 2010 fő (2023. december 31.). Bordelum Langenhorn és Bargum községekkel határos.

## Népesség
A település népességének változása:
| Lakosok száma | 1706 | 1976 | 2004 | 2001 | 2020 | 2010 |
|               | 1975 | 2017 | 2019 | 2021 | 2022 | 2023 |